# Literaturjahr 2005
Liste der Literaturjahre

◄◄ | ◄ | 2001 | 2002 | 2003 | 2004 | Literaturjahr 2005 | 2006 | 2007 | 2008 | 2009 | ► | ►►

Weitere Ereignisse

## Ereignisse
- 17.–20. März: Leipziger Buchmesse
- 14.–23. Oktober: Frankfurter Buchmesse, Gastland Korea
- 05. Dezember: Günter Grass gründet den Autorenzirkel Lübecker Literaturtreffen.
- Die UNESCO-Sammlung repräsentativer Werke wird nach dem Erscheinen von insgesamt 1060 Übersetzungen eingestellt.

## Geburts- und Gedenktage
- 2. Januar: 100. Geburtstag von Auguste Lechner, österreichische Schriftstellerin und Jugendbuchautorin († 2000)
- 2. Januar: 100. Geburtstag von Max Niedermayer, deutscher Verleger und Autor († 1968)
- 3. Januar: 200. Geburtstag von Ludwig Dindorf, deutscher Altphilologe († 1871)
- 6. Januar: 100. Geburtstag von Eric Frank Russell, britischer Schriftsteller († 1978)
- 8. Januar: 100. Geburtstag von Carl Gustav Hempel, Philosoph, Schüler des logischen Positivismus († 1997)
- 11. Januar: 100. Geburtstag von Ellery Queen, US-amerikanischer Krimi-Schriftsteller († 1971)
- 14. Januar: 100. Geburtstag von Kurt Ganske, deutscher Buchhändler und Verleger († 1979)
- 16. Januar: 100. Geburtstag von Itō Sei, japanischer Schriftsteller, Übersetzer und Literaturkritiker († 1969)
- 17. Januar: 100. Geburtstag von Artur Streiter, deutscher Schriftsteller und Anarchist († 1946)
- 17. Januar: 400. Geburtstag von Friedrich von Logau, Dichter des Barock († 1655)
- 23. Januar: 100. Geburtstag von Jesse Thoor, deutscher Schriftsteller († 1952)
- 25. Januar: 100. Geburtstag von Margery Sharp, englische Schriftstellerin († 1991)
- 28. Januar: 200. Todestag von Mihály Csokonai Vitéz, ungarischer Dichter (* 1773)
- 31. Januar: 100. Geburtstag von John O’Hara, US-amerikanischer Schriftsteller († 1970)
- 2. Februar: 100. Geburtstag von Ayn Rand, US-amerikanische Schriftstellerin († 1982)
- 3. Februar: 100. Geburtstag von Albert K. Hömberg, deutscher Historiker und Autor († 1963)
- 4. Februar: 200. Geburtstag von James William Harrison Ainsworth, englischer Autor († 1882)
- 6. Februar: 100. Geburtstag von Irmgard Keun, deutsche Schriftstellerin († 1982)
- 7. Februar: 100. Geburtstag von Paul Nizan, französischer Romancier († 1940)
- 11. Februar: 100. Todestag von Otto Erich Hartleben, deutscher Dramatiker, Lyriker und Erzähler (* 1864)
- 24. März: 100. Todestag von Jules Verne, französischer Schriftsteller (* 1828)
- 24. März: 100. Geburtstag von Rudolf Otto Wiemer, deutscher Lyriker und Pädagoge († 1998)
- 26. März: 100. Geburtstag von Václav Černý, tschechischer Literat und Übersetzer († 1987)
- 26. März: 400. Todestag von Jakob Ayrer, deutscher Schriftsteller (* um 1544)
- 2. April: 200. Geburtstag von Hans Christian Andersen, dänischer Dichter und Schriftsteller († 1875)
- 7. April: 100. Todestag von Robert de Bonnières, französischer Schriftsteller (* 1850)
- 11. April: 100. Geburtstag von Attila József, ungarischer Lyriker († 1937)
- 21. April: 100. Geburtstag von Ursula von Wiese, deutsch-schweizerische Schauspielerin, Übersetzerin und Schriftstellerin († 2002)
- 23. April: 200. Geburtstag von Karl Rosenkranz, deutscher Philosoph und Hegel-Biograph († 1879)
- 24. April: 100. Geburtstag von Robert Penn Warren, US-amerikanischer Schriftsteller und Dichter († 1989)
- 28. April: 200. Geburtstag von Henri-Auguste Barbier, französischer Schriftsteller († 1882)
- 2. Mai: 100. Geburtstag von Charlotte Armstrong, US-amerikanische Autorin von Kriminalromanen († 1969)
- 11. Mai: 100. Geburtstag von Grete Weiskopf, Kinderbuchautorin († 1966)
- 16. Mai: 100. Geburtstag von Lothar Irle, Siegerländer Heimatforscher und Schriftsteller († 1974)
- 17. Mai: 300. Geburtstag von Ambrosius Stub, dänischer Dichter († 1758)
- 20. Mai: 100. Geburtstag von Gerrit Achterberg, niederländischer Dichter († 1962)
- 21. Mai: 100. Geburtstag von Annik Saxegaard, norwegische Schriftstellerin († 1990)
- 24. Mai: 100. Geburtstag von Michail Alexandrowitsch Scholochow, sowjetischer Schriftsteller († 1984)
- 28. Mai: 100. Todestag von Balduin Möllhausen, deutscher Reisender und Schriftsteller (* 1825)
- 30. Mai: 100. Todestag von Albert Ellmenreich, deutscher Schauspieler und Schriftsteller (* 1816)
- 18. Juni: 100. Todestag von Hermann Lingg, deutscher Dichter (* 1820)
- 20. Juni: 100. Geburtstag von Lillian Hellman, US-amerikanische Schriftstellerin († 1984)
- 21. Juni: 100. Geburtstag von Jean-Paul Sartre, französischer Schriftsteller und Philosoph († 1980)
- 22. Juni: 200. Geburtstag von Ida Hahn-Hahn, deutsche Schriftstellerin und Lyrikerin († 1880)
- 26. Juni: 100. Geburtstag von Ruth Seydewitz, deutsche Journalistin und Schriftstellerin († 1989)
- 2. Juli: 100. Geburtstag von Ishikawa Tatsuzō, japanischer Schriftsteller († 1985)
- 8. Juli: 100. Geburtstag von Horst Biernath, deutscher Schriftsteller († 1978)
- 10. Juli: 100. Geburtstag von Lew Kassil, russischer Schriftsteller und Kinderbuchautor († 1970)
- 14. Juli: 100. Geburtstag von Kurt Zube, deutscher Autor, Verleger, Herausgeber († 1991)
- 19. Juli: 100. Geburtstag von Max Colpet, US-amerikanischer Schriftsteller, Drehbuchautor und Schlagertexter († 1998)
- 21. Juli: 100. Geburtstag von Miguel Mihura, spanischer Schriftsteller († 1977)
- 25. Juli: 100. Geburtstag von Elias Canetti, deutscher Schriftsteller und Nobelpreisträger († 1994)
- 29. Juli: 400. Geburtstag von Simon Dach, deutscher Dichter († 1659)
- 20. August: 100. Geburtstag von Clemens von Podewils, deutscher Journalist und Schriftsteller († 1978)
- 27. August: 100. Geburtstag von Heinz Liepmann, deutscher Schriftsteller und Journalist († 1966)
- 31. August: 100. Geburtstag von Julio Meinvielle, argentinischer Schriftsteller und Priester († 1973)
- 1. September: 100. Geburtstag von Friedrich Ernst Hunsche, deutscher Schriftsteller und Genealoge († 1994)
- 4. September: 100. Geburtstag von Mary Renault, britische Schriftstellerin († 1983)
- 5. September: 100. Geburtstag von Arthur Koestler, britischer Schriftsteller († 1983)
- 5. September: 200. Geburtstag von Esteban Echeverría, argentinischer Dichter († 1851)
- 6. September: 400. Geburtstag von Johann Wilhelm Simler, Schweizer Dichter († 1672)
- 18. September: 200. Geburtstag von John Stevens Cabot Abbott, US-amerikanischer Geistlicher und Schriftsteller († 1877)
- 23. September: 400. Geburtstag von Daniel Czepko, deutscher Dichter, († 1660)
- 30. September: 100. Geburtstag von Savitri Devi, nationalsozialistische Philosophin und Schriftstellerin († 1982)
- 2. Oktober: 100. Geburtstag von Enchi Fumiko, japanische Schriftstellerin († 1986)
- 14. Oktober: 100. Geburtstag von Pentti Haanpää, finnischer Schriftsteller († 1955)
- 15. Oktober: 100. Geburtstag von Raymond Klibansky, europäisch-kanadischer Philosoph († 2005)
- 15. Oktober: 100. Geburtstag von C. P. Snow, englischer Wissenschaftler und Schriftsteller († 1980)
- 15. Oktober: 200. Todestag von Johann Georg Bechtold, deutscher Philosoph, Literaturwissenschaftler und Theologe (* 1732)
- 19. Oktober: 400. Geburtstag von Thomas Browne, englischer Philosoph († 1682)
- 23. Oktober: 100. Geburtstag von Norah Lange, argentinische Schriftstellerin († 1972)
- 23. Oktober: 200. Geburtstag von Adalbert Stifter, österreichischer Heimatdichter, Maler und Pädagoge († 1868)
- 2. November: 100. Geburtstag von Georges Schehadé, libanesischer Dichter und Dramatiker († 1989)
- 7. November: 100. Todestag von Florence Dixie, britische Reisende und Schriftstellerin (* 1855)
- 9. November: 100. Geburtstag von Erika Mann, deutsche Schauspielerin und Schriftstellerin († 1969)
- 10. November: 100. Geburtstag von Kurt Eggers, deutscher Schriftsteller und NS-Kulturpolitiker († 1943)
- 15. November: 100. Geburtstag von Hara Tamiki, japanischer Schriftsteller († 1951)
- 22. November: 200. Todestag von Franz von Sonnenberg, deutscher Dichter (* 1779)
- 23. November: 300. Geburtstag von Thomas Birch, englischer Historiker und Schriftsteller († 1766)
- 30. November: 100. Todestag von Clementine Abel, deutsche Schriftstellerin (* 1826)
- 9. Dezember: 100. Geburtstag von Dalton Trumbo, US-amerikanischer Drehbuch- und Romanautor († 1976)
- 11. Dezember: 100. Todestag von Paul Meurice, französischer Schriftsteller (* 1818)
- 12. Dezember: 100. Todestag von William Sharp („Fiona Macleod“), schottischer Schriftsteller (* 1855)
- 12. Dezember: 100. Geburtstag von Manès Sperber, österreichisch-französischer Schriftsteller und Philosoph († 1984)
- 12. Dezember: 100. Geburtstag von Mulk Raj Anand, indischer Roman- und Kurzgeschichtenautor († 2004)
- 12. Dezember: 200. Geburtstag von William Lloyd Garrison, US-amerikanischer Schriftsteller († 1879)
- 30. Dezember: 100. Geburtstag von Daniil Charms, russischer Schriftsteller († 1942)
- 31. Dezember: 100. Geburtstag von Frank Barufski, deutscher Schauspieler, Hörspielsprecher und Moderator († 1991)
- 31. Dezember: 200. Geburtstag von Marie Cathérine Sophie d’Agoult, französische Schriftstellerin († 1876)

## Neuerscheinungen
Belletristik
- Afterdark – Haruki Murakami
- Alles, was wir geben mussten – Kazuo Ishiguro
- Das Beben – Martin Mosebach
- Bis ich dich finde – John Irving
- Bis(s) zum Morgengrauen – Stephenie Meyer
- Blauer Hibiskus – Chimamanda Ngozi Adichie
- Die Bücherdiebin – Markus Zusak
- Candy – Kevin Brooks
- The Colorado Kid – Stephen King
- Diabolus – Dan Brown
- Dreh dich nicht um – Karin Slaughter
- Der Eisvogel – Uwe Tellkamp
- Der Engelsfluch – Jörg Kastner
- Eine englische Art von Glück – Andrea Levy
- Es geht uns gut – Arno Geiger
- Fever – Leslie Kaplan
- Der Freund und der Fremde – Uwe Timm
- Für immer in Honig – Dietmar Dath
- Das Geheimnis der Nicolini – Klas Ewert Everwyn
- Die Geschichte meiner Schreibmaschine  – Paul Auster
- Harry Potter und der Halbblutprinz – Joanne K. Rowling
- Der Himmel über Meran – Joseph Zoderer
- Die Hüter der Rose – Rebecca Gablé
- Ich bin Polleke! – Guus Kuijer
- In seiner frühen Kindheit ein Garten – Christoph Hein
- Irrsinn – Dean Koontz
- Die Kastellanin – Iny Lorentz
- Kaiserin – Shan Sa
- Der kaukasische Gefangene – Wladimir Makanin; enthält auch:
  - Der Buchstabe A und Eine geglückte Liebesgeschichte
- Kein Land für alte Männer – Cormac McCarthy
- Knife of Dreams – Robert Jordan
- Letzte Warnung – Michael Connelly
- Die Liebesblödigkeit – Wilhelm Genazino
- A Long Way Down – Nick Hornby
- Das Luxemburg-Komplott – Christian v. Ditfurth
- Milene – Lídia Jorge
- Morpheus – Jilliane Hoffman
- Ode to Joy – Liu Cixin
- On Beauty – Zadie Smith
- Paradies verloren – Cees Nooteboom
- Die Rückkehr des Poeten – Michael Connelly
- Rupien! Rupien! – Vikas Swarup
- Die salzweißen Augen – Dietmar Dath
- Saturday – Ian McEwan
- Die Schönheitslinie – Alan Hollinghurst
- Schweres Beben – Jonathan Franzen
- Scriptum – Raymond Khoury
- The Sea – John Banville
- Der Seidenfächer – Lisa See
- Sire – Jean Raspail
- So lebe ich jetzt – Meg Rosoff
- Tony Takitani – Haruki Murakami
- Traveler – John Twelve Hawks
- Die Verfluchten – Wolfgang Hohlbein
- Die Vermessung der Welt – Daniel Kehlmann
- Verschwörung gegen Amerika – Philip Roth
- Vincent – Joey Goebel
- Wolkenpanther – Kenneth Oppel
- Der Zahir – Paulo Coelho

Sachliteratur
- Landvermessung (Literaturprojekt)
- Das Neutrum – Roland Barthes
- Die PDS im Westen 1990–2005 – Meinhard Meuche-Mäker

## Gestorben
- 04. Januar: Humphrey Carpenter, britischer Biograf, Kinderbuchautor und Radiomoderator (* 1946)
- 07. Januar: Pierre Daninos, französischer Journalist, Schriftsteller (* 1913)
- 14. Januar: Charlotte MacLeod, US-amerikanische Mystery-Autorin (* 1922)
- 15. Januar:
  - Elizabeth Janeway, US-amerikanische feministische Autorin (* 1913)
  - Walter Ernsting, deutscher SF-Autor (* 1920)
- 19. Januar:
  - K. Sello Duiker, südafrikanischer Autor (* 1974)
  - Wladimir Sawtschenko, ukrainischer SF-Schriftsteller (* 1933)
- 20. Januar: Roland Frye, amerikanischer Theologe und Kritiker (* 1921)
- 21. Januar:
  - Bania Mahamadou Say, nigrischer Autor (* 1935)
  - Theun de Vries, niederländischer Schriftsteller und Dichter (* 1907)
  - John L. Hess, amerikanischer Journalist und Kritiker (* 1917)
- 25. Januar: Max Velthuijs, niederländischer Schriftsteller, Illustrator (* 1923)
- 29. Januar: Ephraim Kishon, israelischer Satiriker, Dramatiker, Drehbuchautor (* 1924)
- 06. Februar: Armin Müller, Schriftsteller, Maler (* 1928)
- 10. Februar:
  - Jean Cayrol, französischer Autor, Verleger (* 1911)
  - Arthur Miller, US-amerikanischer Dramatiker (* 1915)
- 11. Februar: Jack L. Chalker, US-amerikanischer SF-Schriftsteller (* 1944)
- 20. Februar: Hunter S. Thompson, amerikanischer Schriftsteller, Urheber des Gonzo-Journalismus (* 1937)
- 21. Februar: Guillermo Cabrera Infante, kubanischer Romanautor (* 1929)
- 25. Februar: Phoebe Hesketh, britische Dichterin (* 1909)
- 07. März: Willis Hall, britischer Dramatiker (* 1929)
- 08. März:
  - Alice Thomas Ellis, britische Romanautorin, Essayistin und Kochbuchautorin (* 1932)
  - Anna Haycraft, britische Romanautorin (* 1932)
- 10. März: Patience Gray, britische Kochbuch- und Reiseführerautorin (* 1917)
- 17. März: Andre Norton, US-amerikanischer SF-Schriftstellerin (* 1912)
- 22. März: Anthony Creighton, britischer Dramatiker (* 1922)
- 28. März: Aivo Lõhmus, estnischer Schriftsteller und Kritiker (* 1950)
- 30. März: Robert Creeley, US-Dichter (* 1926)
- 01. April: Thomas Kling, Lyriker und Schriftsteller (* 1957)
- 02. April:
  - Marie Louise Fischer, deutsche Schriftstellerin (* 1922)
  - Alois Vogel, österreichischer Schriftsteller (* 1922)
- 03. April: Wolf Klaußner, deutscher Schriftsteller (* 1930)
- 05. April: Saul Bellow, US-amerikanischer Schriftsteller (* 1915)
- 07. April:
  - Max von der Grün, deutscher Schriftsteller (* 1926)
  - Yvonne Vera, simbabwische Schriftstellerin (* 1964)
- 11. April: David Hughes, britischer Schriftsteller und Drehbuchautor (* 1930)
- 26. April: Augusto Roa Bastos, paraguayischer Romanautor (* 1917)
- 07. Mai: Tristan Egolf, US-amerikanischer Romanautor (* 1971)
- 24. Mai: Carl Amery, deutscher Schriftsteller und Umweltaktivist (* 1922)
- 05. Juni: Karl-Heinz Günther, deutscher Kriminalschriftsteller (* 1924)
- 09. Juni: Hovis Presley, britischer Dichter (* 1960)
- 10. Juni: Nick Darke, kornischer Dramatiker (* 1948)
- 11. Juni:
  - Juan José Saer, argentinischer Schriftsteller (* 1937)
  - Franz Rieger, österreichischer Schriftsteller (* 1923)
- 13. Juni:
  - Eugénio de Andrade, portugiesischer Lyriker (* 1923)
  - Jesús Moncada, spanischer Schriftsteller (* 1941)
- 14. Juni: Norman Levine, kanadischer Short-Story-Autor (* 1923)
- 16. Juni: Enrique Laguerre, puerto-ricanischer Romanautor (* 1905)
- 20. Juni: Larry Collins US-amerikanischer Romanautor (* 1929)
- 22. Juni: William Donaldson, britischer Satiriker (* 1935)
- 27. Juni: Shelby Foote, US-amerikanischer Romanautor (* 1916)
- 28. Juni: Philip Hobsbaum, schottischer Dichter, Kritiker (* 1932)
- 30. Juni: Christopher Fry, britischer Dramatiker (* 1907)
- 02. Juli: Liselotte Rauner, deutsche Schriftstellerin (* 1920)
- 04. Juli: Heinrich Schirmbeck, deutscher Schriftsteller (* 1915)
- 05. Juli: Lisa Jobst, deutsche Schriftstellerin (* 1920)
- 06. Juli:
  - Evan Hunter, US-amerikanischer Romanautor (* 1926)
  - Ed McBain, US-amerikanischer Schriftsteller, Drehbuchautor (* 1926)
  - Claude Simon, französischer Schriftsteller (Literaturnobelpreis) (* 1913)
- 07. Juli: Gustaf Sobin, US-amerikanischer Dichter (* 1935)
- 10. Juli: A. J. Quinnell, britischer Thrillerautor (* 1940)
- 17. Juli: Gavin Lambert, britischer Romanautor, Biograf (* 1924)
- 19. Juli: Edward Bunker, US-amerikanischer Krimiautor (* 1933)
- 03. August: Zisis Ikonomou, griechischer Dichter, Schriftsteller und Dramatiker (* 1911)
- 09. August: Judith Rossner, US-amerikanischer Romanautor (* 1935)
- 16. August: William Corlett, britischer Autor und Dramatiker (* 1938)
- 21. August: Dalia Rabikovich, israelische Dichterin (* 1936)
- 29. August: Sybil Marshall, britische Romanautorin (* 1913)
- 03. September: Richard Fitter, britischer Naturschriftsteller (* 1913)
- 10. September: Erich Kuby, deutscher Journalist, Schriftsteller (* 1910)
- 12. September: Helmut Baierl, deutscher Schriftsteller, DDR (* 1926)
- 14. September: Vladimir Volkoff, französischer Schriftsteller (* 1932)
- 16. September: F. K. Waechter, deutscher Zeichner, Autor von Kinderbüchern, Theaterstücken (* 1937)
- 26. September: Helen Cresswell, britischer Kinderbuchautor (* 1934)
- 27. September:
  - Ronald Pearsall, britischer Schriftsteller (* 1927)
  - Mary Lee Settle, US-amerikanische Schriftstellerin (* 1918)
- 02. Oktober: August Wilson, US-amerikanischer Dramatiker (* 1945)
- 17. Oktober: Ba Jin, chinesischer Romanautor (* 1904)
- 30. Oktober: Gordon A. Craig, schottischer Historiker und Schriftsteller (* 1913)
- 31. Oktober:
  - Helmut Brennicke, deutscher Schauspieler, Regisseur, Hörspielsprecher, Schauspiellehrer und Autor (* 1918)
  - Amrita Pritam, indische Lyrikerin und Schriftstellerin (* 1919)
- 01. November: Michael Thwaites, australischer Dichter (* 1915)
- 03. November: Robert Waller, britischer Dichter (* 1913)
- 04. November: Michael G. Coney, kanadischer SF-Autor (* 1932)
- 05. November:
  - Nadia Anjuman, afghanische Lyrikerin, Journalistin (* 1980)
  - John Fowles, britischer Romanautor (* 1926)
  - Leonora Hornblow, US-amerikanische Schriftstellerin (* 1920)
- 07. November: Alfred Völkel, deutscher Schriftsteller, Mundartdichter (* 1927)
- 11. November:
  - Peter Garski, deutscher Krimi-Schriftsteller, Musiker (* 1959)
  - Klaus Frühauf, deutscher SF-Autor (* 1933)
- 23. November: Paddy Kitchen, britische Romanautorin, Biografin (* 1934)
- 26. November: Stan Berenstain, US-amerikanischer Kinderbuchautor, Illustrator (* 1923)
- 01. Dezember: Mary Hayley Bell, britische Dramatikerin (* 1911)
- 02. Dezember: Christine Pullein-Thompson, britische Romanautorin (* 1925)
- 05. Dezember:
  - Milo Dor, österreichischer Schriftsteller (* 1923)
  - Liu Binyan, chinesischer Journalist, Autor (* 1925)
- 09. Dezember:
  - Robert Sheckley, US-amerikanischer Short-Story-Autor (* 1928)
  - Helmut Sakowski, deutscher Schriftsteller, DDR (* 1924)
- 14. Dezember: Marianne Lange-Weinert, deutsche Lektorin, Übersetzerin und Autorin (* 1921)
- 15. Dezember: Julián Marías Aguilera, spanischer Philosoph, Autor (* 1914)
- 16. Dezember: Kenneth Bulmer, britischer Romanautor, Short-Story-Autor (* 1921)

## Literaturpreise 2005

### Deutsche Literaturpreise
- Georg-Büchner-Preis: Brigitte Kronauer
- Carl-Zuckmayer-Medaille: Thomas Brussig
- Clemens-Brentano-Preis: Anna Katharina Hahn, Kavaliersdelikt
- Deutscher Buchpreis: Arno Geiger, Es geht uns gut
- Deutscher Science Fiction Preis: Frank Schätzing: Der Schwarm
- Hubert Burda Preis für junge Lyrik: Julia Fiedorczuk, Ana Ristovic und Igor Bulatkovsky
- Johann-Gottfried-Seume-Literaturpreis: Andreas Altmann, 34 Tage und 33 Nächte – von Paris nach Berlin zu Fuß und ohne Geld
- Leonce-und-Lena-Preis: Ron Winkler

### Internationale Literaturpreise
- Hugo Award

- Susanna Clarke, Jonathan Strange & Mr Norrell, Jonathan Strange & Mr Norrell, Kategorie: Bester Roman
- Charles Stross, The Concrete Jungle, Der Beton-Dschungel, Kategorie: Bester Kurzroman
- Kelly Link, The Faery Handbag, Die Elbenhandtasche, Kategorie: Beste Erzählung
- Mike Resnick, Travels with My Cats, Kategorie: Beste Kurzgeschichte

- Kurd-Laßwitz-Preis

- Frank Schätzing, Der Schwarm, Kategorie: Bester Roman
- Wolfgang Jeschke, Das Geschmeide, Kategorie: Beste Kurzgeschichte/Erzählung
- China Miéville, Die Narbe / Leviathan, Kategorie: Bestes ausländisches Werk
- Peter Robert, Kategorie: Bester Übersetzer
- Dirk Berger, Kategorie: Bester Graphiker
- Norbert Schaeffer, Das letzte Geheimnis (nach Bernard Werber, L'ultime secret) Regie: Norbert Schaeffer, Kategorie: Bestes Hörspiel
- Klaus Bollhöfener für seine Tätigkeit als Chefredakteur von PHANTASTISCH!, Sonderpreis

- Locus Award

- Neal Stephenson, The Baroque Cycle: The Confusion; The System of the World, Barock-Zyklus: Confusion / Principia, Kategorie: Bester SF-Roman
- China Miéville, Iron Council, Der Eiserne Rat,  Kategorie: Bester Fantasy-Roman
- Terry Pratchett, A Hat Full of Sky, Ein Hut voller Sterne, Kategorie: Bestes Jugendbuch
- Susanna Clarke, Jonathan Strange & Mr Norrell, Jonathan Strange & Mr. Norrell, Kategorie: Bester Erstlingsroman
- Gene Wolfe, Golden City Far, Kategorie: Bester Kurzroman
- China Miéville, Reports of Certain Events in London, Kategorie: Beste Erzählung
- Kelly Link, The Faery Handbag, Kategorie: Beste Erzählung (zwei Mal vergeben)
- Neil Gaiman, Forbidden Brides of the Faceless Slaves in the Nameless House of the Night of Dread Desire, Verbotene Bräute gesichtsloser Sklaven im geheimen Haus der Nacht grausiger Gelüste, Kategorie: Beste Kurzgeschichte
- John Varley, The John Varley Reader, Kategorie: Beste Sammlung
- Gardner Dozois, The Year's Best Science Fiction: Twenty-First Annual Collection, Kategorie: Beste Anthologie

- Nebula Award

- Joe Haldeman, Camouflage, Camouflage, Kategorie: Bester Roman
- Kelly Link, Magic for Beginners, Magie für Anfänger, Kategorie: Bester Kurzroman
- Kelly Link, The Faery Handbag, Die Elbenhandtasche, Kategorie: Beste Erzählung
- Carol Emshwiller, I Live With You, Kategorie: Beste Kurzgeschichte
- Joss Whedon, Serenity, Serenity – Flucht in neue Welten, Kategorie: Bestes Drehbuch

- Philip K. Dick Award

- M. M. Buckner, War Surf

- Erich-Fried-Preis: Yaak Karsunke
- Ethel Wilson Fiction Prize: Pauline Holdstock für Beyond Measure
- Man Booker Prize for Fiction: John Banville
- Man Booker International Prize: Ismail Kadare
- Danuta Gleed Literary Award: David Bezmozgis,	Natasha and Other Stories
- David Cohen Prize: Michael Holroyd
- Hubert Evans Non-Fiction Prize: Charles Montgomery, The Last Heathen
- Ingeborg-Bachmann-Preis: Thomas Lang, Am Seil
- Lieutenant Governor’s Award for Literary Excellence: Robert Bringhurst
- Marian Engel Award: Gayla Reid
- Newbery Medal für Kinderliteratur: Cynthia Kadohata
- Nobelpreis für Literatur: Harold Pinter
- Orange Prize for Fiction: Lionel Shriver, We Need to Talk about Kevin
- Österreichischer Staatspreis für Europäische Literatur: Claudio Magris
- Premio Andersen: Polly Horvath, La stagione delle conserve
- Prix Goncourt: Trois jours chez ma mère von François Weyergans
- Pulitzer-Preis (Belletristik): Gilead von Marilynne Robinson
- Scotiabank Giller Prize: David Bergen
- Trillium Book Award: Camilla Gibb, Sweetness in the Belly

## Verwandte Preise
- Friedenspreis des Deutschen Buchhandels: Orhan Pamuk
- Goethe-Medaille: Samuel Assefa, Ruth Klüger, Dmytro Volodymyrovych Satonsky, Yōko Tawada, Simone Young